# 帕爾茲湖
40°45′05″N 44°57′38″E / 40.751389°N 44.960556°E
帕爾茲湖（羅馬化：Parz lich，直译：清澈的湖），是亞美尼亞東北部塔武什州的湖泊，處於迪利然以東，長350米、寬100米，面積0.03平方公里，海拔高度1,334米。

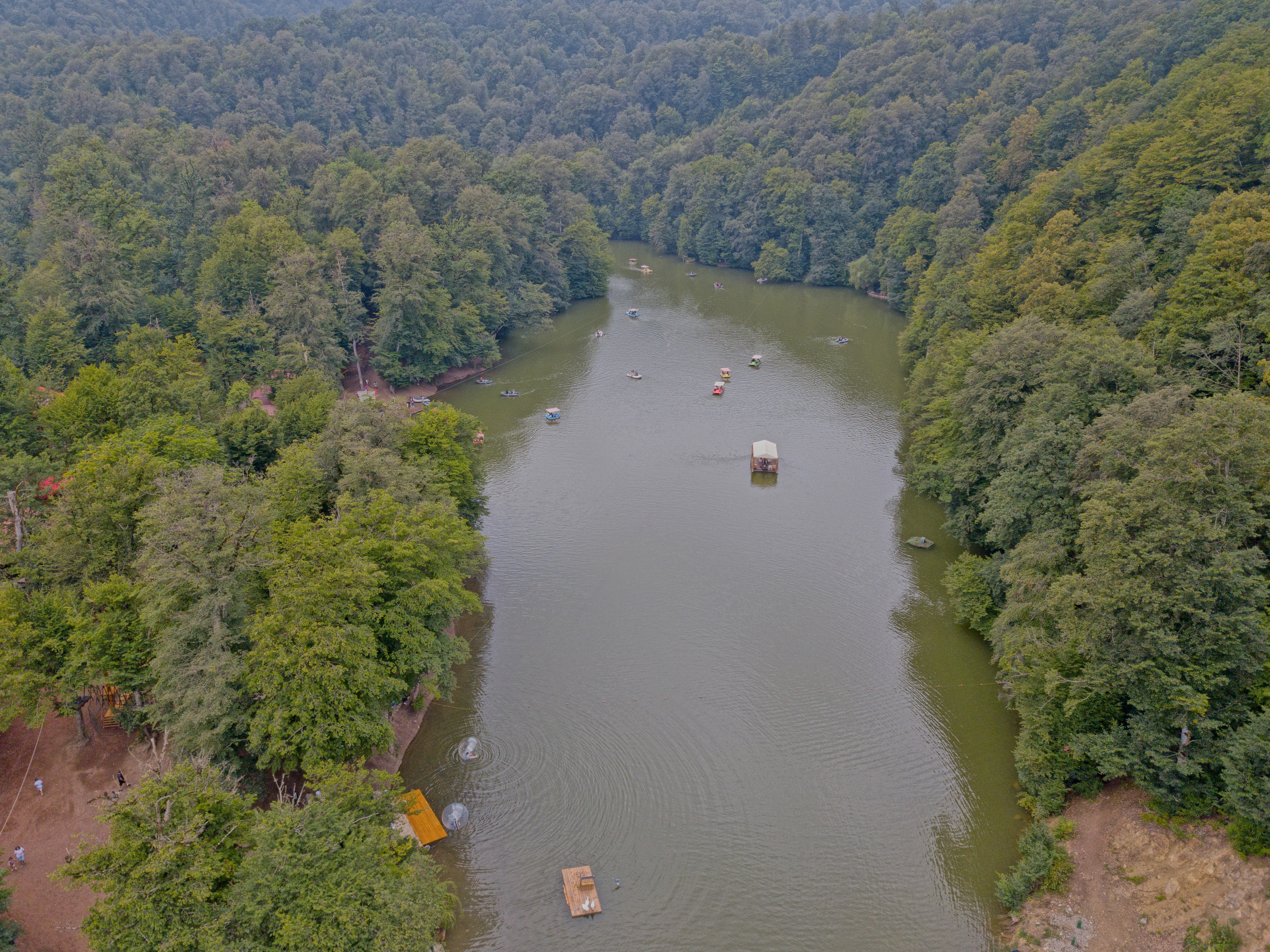
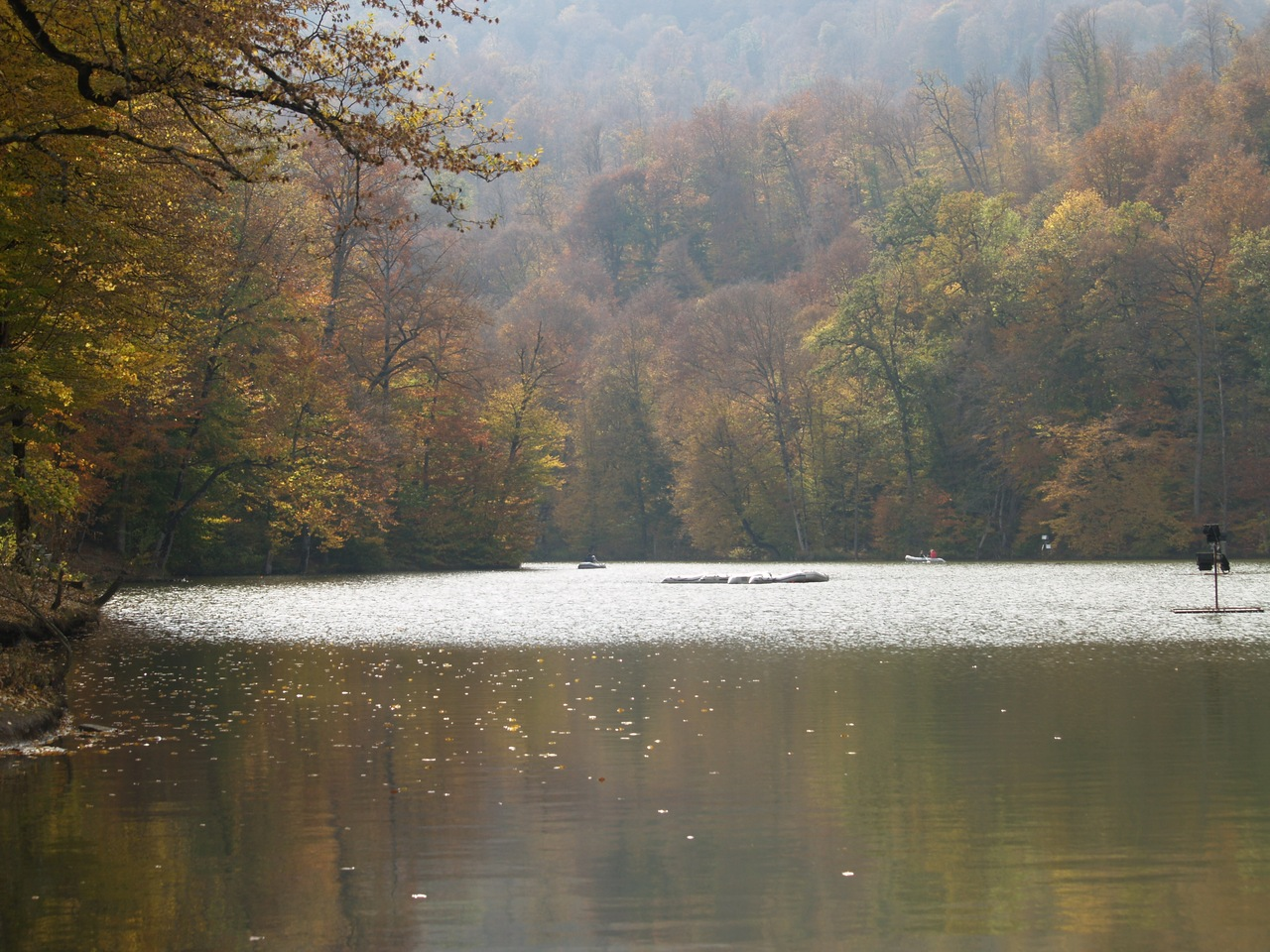
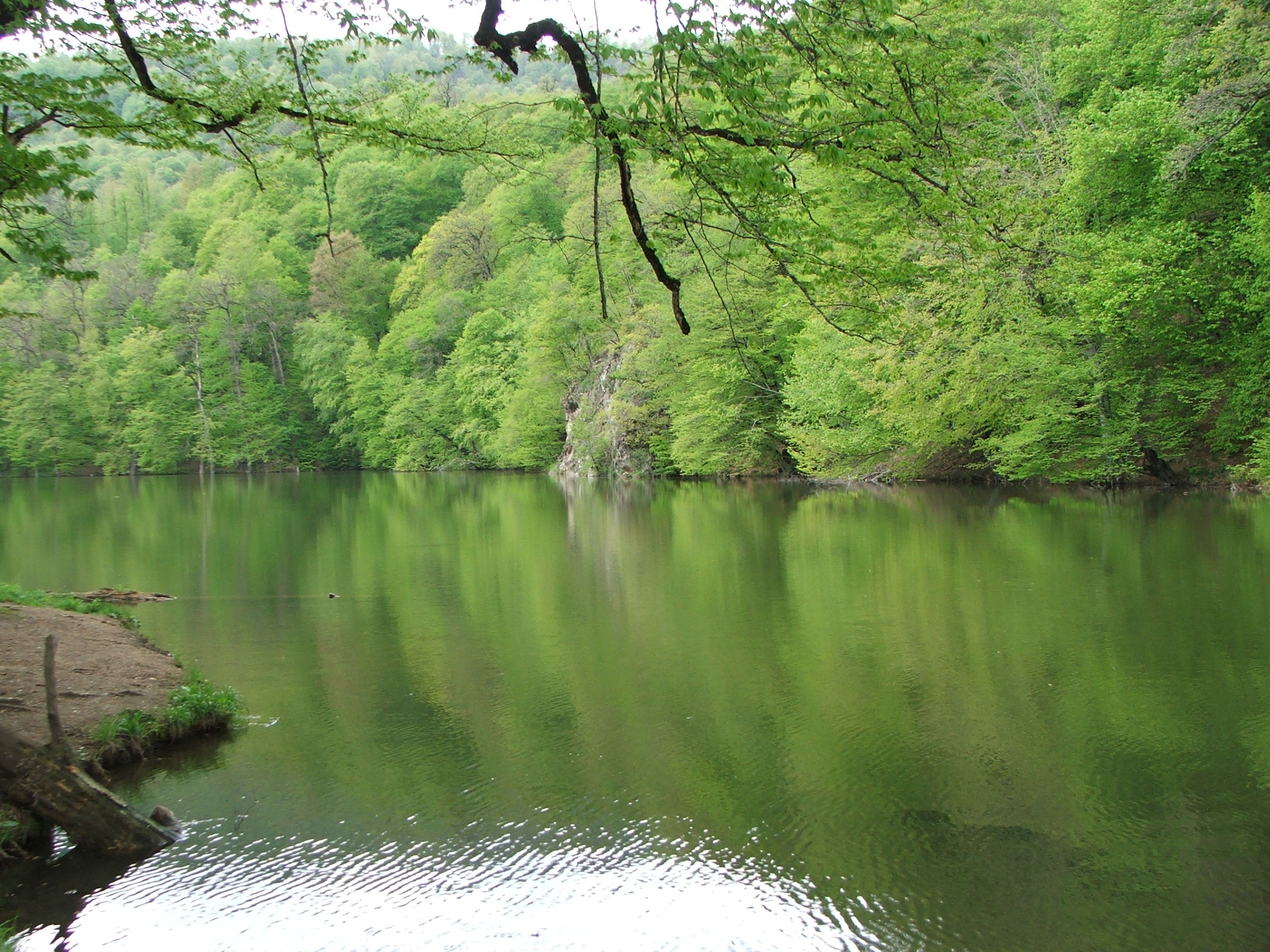
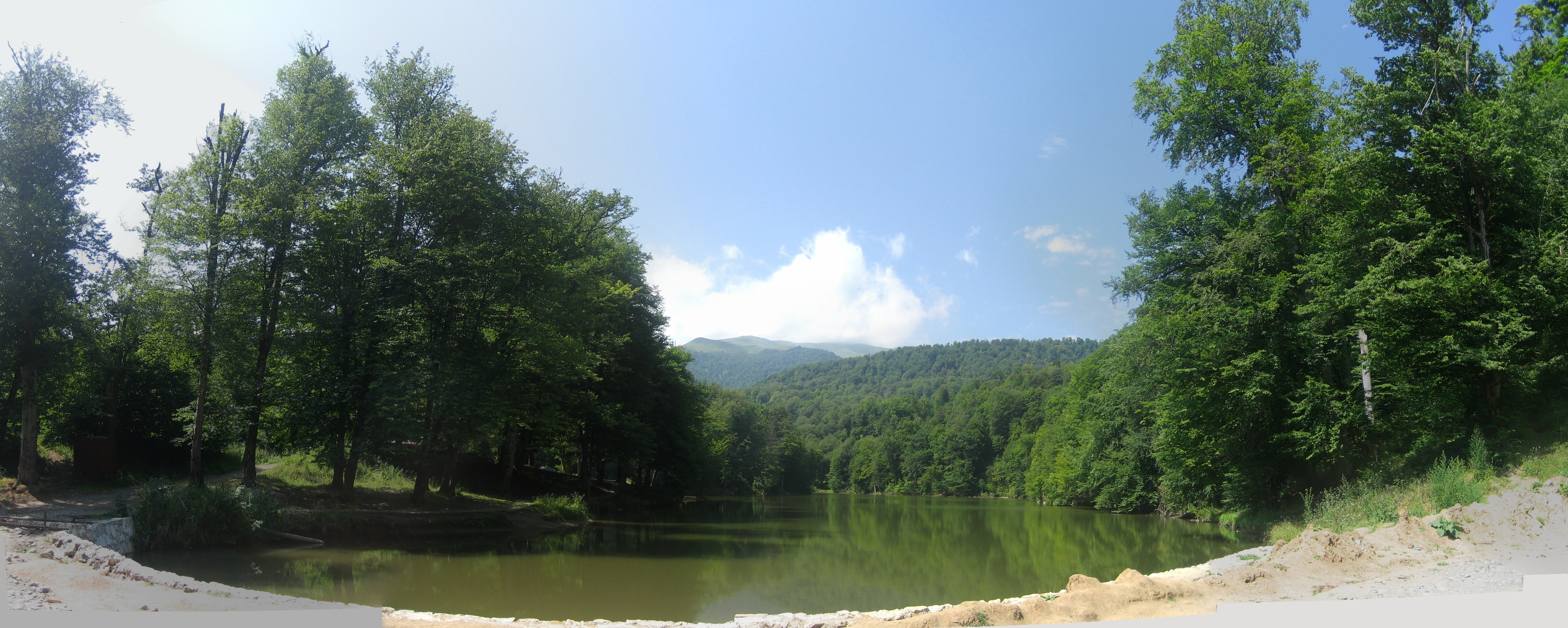